# جولیانا یانگ کو
جولیانا یانگ کو، با نام اصلی ین یو-یون (چینی: 嚴幼韻; پین‌یین: Yan Youyun؛ انگلیسی: Juliana Young Koo؛ 	۲۶ سپتامبر ۱۹۰۵ – ۲۴ مهٔ ۲۰۱۷) دیپلمات چینی-آمریکایی بود که در سازمان ملل متحد کار می‌کرد. همسر اول او، دیپلمات چینی کلارنس کوانگسون یانگ، توسط ارتش ژاپن در طی جنگ جهانی دوم اعدام شد. او از پیش‌از مرگ شوهرش، معشوقهٔ درازمدت دیپلمات و سیاستمدار وی.کی. ولینگتون کو بود. پس از جنگ به آمریکا نقل مکان کرد، در سال ۱۹۵۶ کو از همسرش طلاق گرفت و با او ازدواج کرد.
او شرح حال خود را با عنوان ۱۰۹ اسپرینگ تایمر: داستان من در سال ۲۰۱۵ منتشر کرد. جولیانا یانگ کو در ۲۶ سپتامبر ۲۰۱۵ با رسیدن به سن ۱۱۰ سالگی، یک ابرصدساله شد.
به گفته او، راز طول عمرش مصرف جگر چرب، گوشت گاو، شکم خوک و «به هر اندازه که دوست دارید کره» بود. او همچنین انجام ورزش و خوردن سبزیجات را توصیه کرد. همچنین انجام منظم ماژونگ، بازی‌ای که دوستش می‌داشت را پیشنهاد کرد.
در ۲۴ مهٔ ۲۰۱۷ (بیش از ۷۵ سال پس‌از اعدام شوهر اولش)، جولیانا یانگ کو در منهتن، نیویورک درگذشت. او به هنگام مرگ، ۱۱۱ سال و ۲۴۰ روز داشت.